# Centre pour la communication scientifique directe
Le Centre pour la Communication Scientifique Directe (CCSD) développe dans l’esprit du libre accès les archives ouvertes HAL, TEL (thèses en ligne) et Médihal, ainsi que les plateformes Sciencesconf.org et Épisciences.org.

## Présentation
Le CCSD (Centre pour la Communication Scientifique Directe) a été créé fin 2000 par le Centre national de la recherche scientifique, avec le soutien du département SPM (Sciences Physique et Mathématiques) et de l'IN2P3 (Institut National de Physique Nucléaire et de Physique des Particules). D'abord unité propre de service (UPS 2275), elle est devenue en 2014 une unité mixte de service, puis en 2020 une unité d'appui et de recherche (UAR), sous la triple tutelle du CNRS, d'Inria et INRAE. L'infrastructure informatique est hébergée par le Centre de calcul de l'IN2P3, l'unité est rattachée à la Direction des données ouvertes de la recherche (DDOR) du CNRS (anciennement DIST-CNRS).
Son activité principale est centrée sur le développement et l’exploitation selon le protocole OAI-PMH des archives ouvertes HAL pour la diffusion de publications scientifiques et TEL pour les thèses.
Ces archives sont cooptées par la majorité des établissements français de recherche : HAL est en effet l’archive commune partagée par les universités, les grandes écoles et les établissements de recherche qui l’alimentent, soit par des dépôts directs, soit par des procédures de reversement à partir de leurs propres réservoirs institutionnels. Elle se décline en plusieurs environnements : institutionnel (Hal-INRIA ou Hal-INSERM), thématique (Hal-SHS pour les sciences humaines et sociales par exemple), typologique (thèses, images). HAL est une des briques fondamentales de la Bibliothèque Scientifique Numérique (BSN) portée par la Mission de l’information scientifique et technique et du réseau documentaire (MISTRD). Le CCSD, très impliqué dans ce projet, pilote le groupe de travail consacré aux archives ouvertes (BSN4).
Le CCSD développe et exploite également depuis 2010 l’archive MédiHAL qui permet de déposer des images scientifiques et des documents iconographiques de science.
Le CCSD a créé et développe deux autres plateformes : Sciencesconf.org destiné à l'organisation et l'animation d'événements scientifiques, et Épisciences pour la publication et l'édition de revues scientifiques, désignée aussi sous le terme d'épirevues (overlay journal) parce que basées "au-dessus" d'une archive ouverte.

## Partenariats
Pour favoriser l’interconnexion de HAL avec les grands réservoirs d’archives ouvertes, des accords ont été passés avec ArXiv pour les dépôts en physique, mathématiques et informatique, avec RePec pour l’économie, avec Software Heritage pour les codes sources de logiciels.
En partenariat avec le CINES, le CCSD a mis en place une procédure d’archivage à long terme des documents déposés dans HAL afin d’en préserver l’accessibilité.
Le CCSD est partenaire du TGE Adonis, il assure la maîtrise d’œuvre du moteur de recherche ISIDORE. Certains développements comme les Interfaces Homme Machine (IHM) ont été entièrement réalisés par le CCSD. Les serveurs de l’application sont administrés par le CCSD.
Le CCSD est aussi impliqué dans différents projets européens au titre des archives ouvertes :
- OpenAIRE (Open Access Infrastructure for Research in Europe) est un projet européen dont le but est d’accompagner l’obligation de dépôt en accès libre (deposit mandates) décidée par la Commission Européenne et le Conseil Européen de la Recherche (ERC).
- PEER (Publishing and the Ecology of European Research) soutenu par le programme eContentPlus étudie les effets à grande échelle des dépôts systématiques des versions publiées dans des revues scientifiques, sur la visibilité des auteurs, la viabilité des revues, ainsi que sur l'ensemble de l'écologie de la recherche européenne.
- MedOANet (Mediterranean Open Access Network) permet d'identifier et de cartographier les stratégies existantes, des structures et les politiques d'accès ouvert dans six pays de la zone méditerranéenne (Grèce, Italie, France, Espagne, Portugal et Turquie). Le projet vise à renforcer les stratégies européennes en matière d'accès, de diffusion et de préservation de l'information scientifique. À terme, il proposera des recommandations sur les politiques à mettre en œuvre.
- Confederation of Open Access Repositories (COAR), association internationale fédérant des organismes de recherche, des universités, des bibliothèques et agences de financement du monde entier. Son objectif est de créer un réseau international d’archives, d’aligner les politiques et les bonnes pratiques afin d’améliorer la visibilité des travaux de recherche. Le CCSD et COAR sont partenaires pour l'hébergement et la curation du Directory of Open Access Preprint Repositories.